# Astrit Fazliu
Astrit Fazliu (Uroševac, 28 ottobre 1987) è un ex calciatore kosovaro, di ruolo attaccante.

## Carriera
Il 1º gennaio 2020 viene acquistato a titolo definitivo dalla squadra kosovara del Drita.

## Palmarès

### Club

#### Competizioni nazionali
- Campionato kosovaro: 3

Drita: 2017-2018, 2019-2020
Feronikeli: 2018-2019
- Coppa del Kosovo: 1

Feronikeli: 2018-2019